# Araguayadesmus fitzgeraldi
Araguayadesmus fitzgeraldi är en mångfotingart som först beskrevs av Hoffman 1966.  Araguayadesmus fitzgeraldi ingår i släktet Araguayadesmus och familjen fingerdubbelfotingar. Inga underarter finns listade i Catalogue of Life.